# Batalla del Delta
La batalla del delta del riu Nil és la primera batalla naval registrada de la història. Va ser un cruel enfrontament entre els Pobles de la mar i la flota egípcia, comandada per Ramsès III, que va tenir lloc l'any 1178 aC o 1175 aC Aquests pobles ja havien destruït els micènics, l'imperi hitita, havien sumit tota l'actual costa turca en el caos més absolut i pretenien assentar-se a Egipte. Eren d'origen pelasgs i fugien davant la invasió dòrica.
El conflicte es va produir en algun lloc de les costes de la regió oriental del Delta del Nil i en part en les fronteres de l'imperi egipci a Síria, encara que la seva ubicació exacta es desconeix. La batalla està registrada en els murs exteriors del temple funerari del faraó Ramsés III a Medinet Habu.

## Antecedents històrics
Els Pobles de la mar eren una amalgama formada pels pobles tjeker, peleset, sherdan entre d'altres. Al segle XII aC van envair l'Orient Mitjà, des del mar Mediterrani. Van arrasar l'Imperi Hitita i van destruir i saquejar la seva capital, Hattusa. També van atacar Síria i Canaan, on moltes ciutats van ser incendiades, així com Xipre i la seva capital, que van saquejar. És evident que el seu objectiu final era trobar una terra rica, i Egipte semblava una elecció perfecta. L'atac dels Pobles de la mar va ser probablement l'amenaça més gran a què l'antic Egipte es va enfrontar mai, no en va havien estat capaços de destruir el poderós l'imperi hitita. Els relleus de Medinet Habu representen desenes de famílies dels Pobles de la mar a les fronteres de l'imperi egipci a Síria, on Ramsès III va fer-los front en una batalla terrestre l'any 8 del seu regnat per posar fi a la marea de gent que carregava contra la regió oriental del seu imperi. El fet que el conflicte estava en part produït per una gran migració per conquistar i colonitzar Egipte i el seu imperi asiàtic queda il·lustrat en l'opinió del hititoleg Trevor Bryce:
"Els guerrers peleset i tjekker que van lluitar en la batalla terrestre [contra Ramsès III, a Síria] estan acompanyats en els relleus per les dones i els nens, que van carregats en carros de bous ".
La gravetat de la crisi a què s'enfrontaven els Estats del Pròxim Orient la resumeix Ammurapi, l'últim rei rei d'Ugarit, que va escriure diverses cartes demanant l'ajuda d'Eshuwara, el rei d'Alasiya. Amurapi posa en relleu la desesperada situació a què s'enfronta a la carta Ugarit RS 18.147:
"El meu pare [Eshuwara], vet aquí, que els vaixells de l'enemic van venir (aquí); meves ciutats(?) van ser cremades, i van fer coses dolentes al meu país. No sap el meu pare que totes les meves tropes i carros (?) són a la terra d'Hatti, i tots els meus vaixells estan a la terra de Lukka? ... Així el país està abandonat a si mateix. Mon pare ho ha de saber: els set vaixells de l'enemic que van arribar aquí ens han causat molt de mal ".

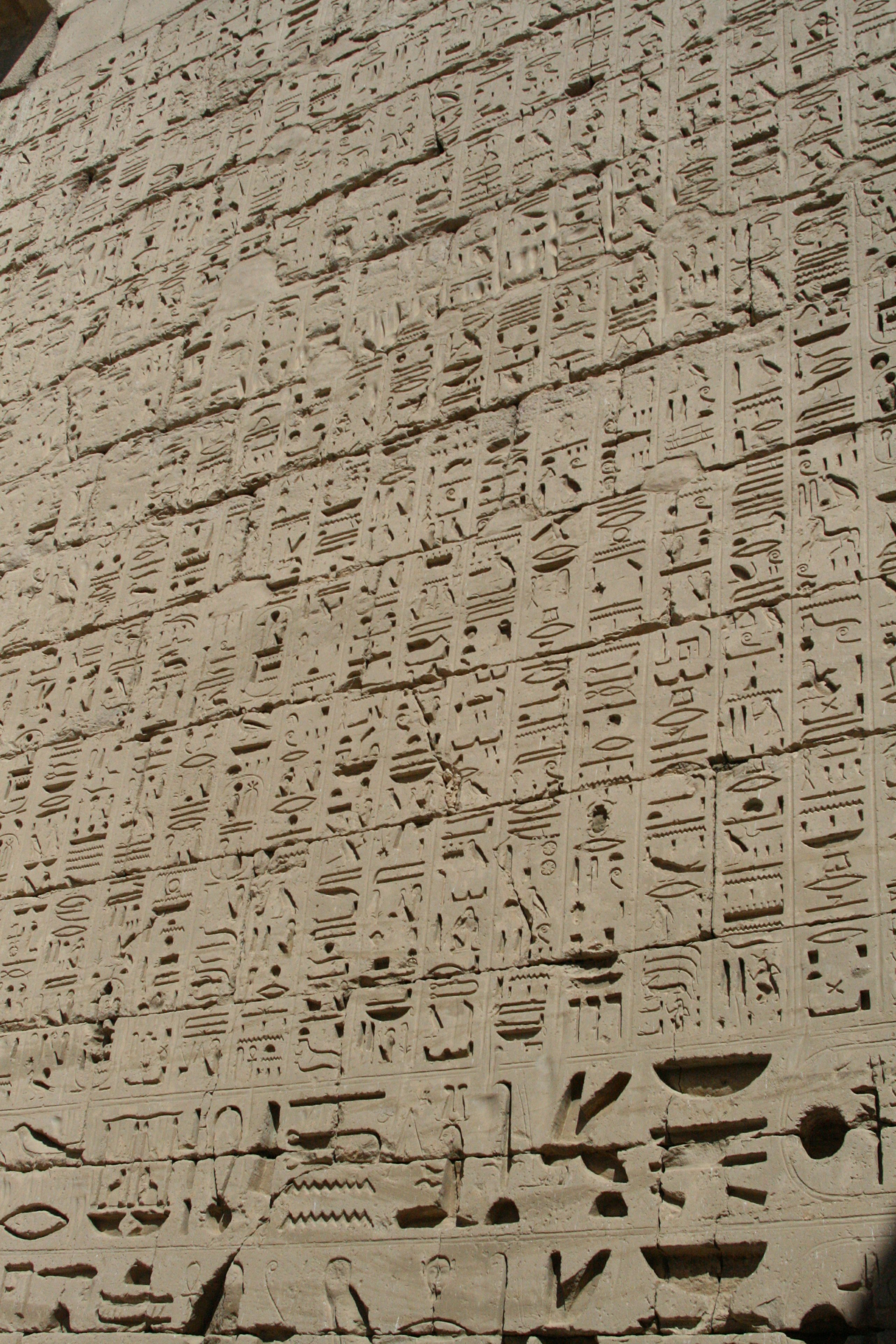
Inscripcions al mur del temple de Medinet Habu.

Ramsés III descriu un gran moviment de gent a l'est del Mediterrani, que va causar una destrucció massiva de les antigues potències del Llevant, Xipre i Anatòlia:
 "Els països estrangers es van conjurar a les seves illes. Van ser desallotjats i dispersats en batalla tots els països alhora, i cap país podia resistir davant les seves armes, començant per Hatti, Kode, Karkemisch i Alasiya (...) Es va organitzar un campament en un lloc de Amurru, i van assolar al seu poble com si mai haguessin existit. Van venir, la flama preparada davant d'ells, cap a Egipte. La seva confederació consistia en Peleset, tjekker, Schakalesch, Danu i Ueschesch, països units (...) (KRI V, 39-40) ".
 "Les terres van ser assolades en la refrega. Cap poble podia davant les seves armes,  Hati,  Kode,  Carchemish, Arzawa, Alasiya, és el moment d'acabar amb això ".
Totes les civilitzacions de la mediterrània van ser destruïdes per l'atac dels Pobles de la mar, i només els egipcis van ser capaços de resistir el seu atac. No obstant això, va resultar ser una victòria pírrica, perquè Egipte va quedar tan afeblit que mai va tornar a ser tan poderós com abans de la invasió. El conflicte amb els Pobles de la mar també va esgotar la seva economia, per això els egipcis solien dir que la mort ve des de l'altre costat dels mars.

## Batalla

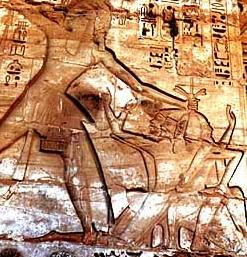
Ramsès III vencent als Pobles de la mar. Baix relleu del temple de Medinet Habu.

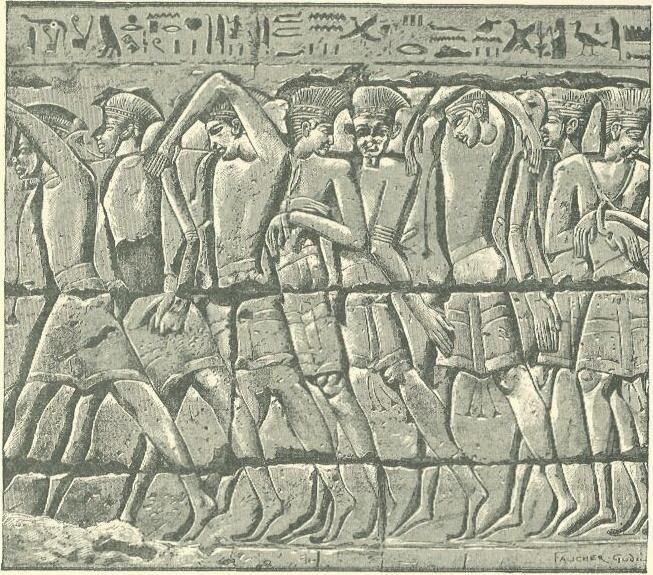
Peleset captius. Baix relleu del temple de Medinet Habu.

Després de derrotar els Pobles de la mar a Síria, Ramsés es va afanyar a tornar a Egipte, on els preparatius per a l'assalt als invasors ja s'havien ultimat. Les inscripcions de Ramsés III en el seu temple mortuori registren aquest esdeveniment èpic amb gran detall. Quan Ramsés va mirar el mar va veure una força formidable, milers d'enemics, i el final de l'imperi egipci. Aquest va ser un moment important per al faraó, en particular per la idea d'haver de fer front a una batalla naval: els egipcis mai havien hagut de fer-ho abans. Ramsés va reaccionar amb gran brillantor tàctica: va alinear a les costes del Delta files d'arquers preparats per llançar onades de fletxes si les naus enemigues intentaven fondejar. Sabent que seria derrotat en una batalla marítima, Ramsés va atreure la flota enemiga de la desembocadura del Nil, on va preparar una emboscada, ja que havia reunit una flota específica per a aquesta ocasió. En una inspirada maniobra tàctica, va atreure la flota dels Pobles de la mar cap a la riba on els arquers egipcis, des de terra, els llançaven contínuament fletxes, el mateix que altres situats sobre les cobertes dels vaixells egipcis que, venint del mar, els tallaven la retirada. Van enfonsar els vaixells enemics i va fer molts morts i presoners, alguns fins i tot foren arrossegats a la riba per a ser executats. Així la invasió va ser rebutjada abans que posés peu en terra egípcia. La batalla va quedar reflectida en els següents termes:
"Vaig dibuixar la meva frontera a Dyahi (territoris sirià-palestins controlats per Egipte), vaig preparar enfront d'ells als prínceps locals, comandants de guarnició i mariannu (guerrers asiàtics). Vaig fer preparar el delta del riu com un fort mur amb vaixells de guerra, transports i esquifs. Estaven totalment equipats, tant a proa com a popa, amb soldats valents i amb la infanteria més selecta d'Egipte (...) ".
Ramsés relata la sort dels Pobles de la mar, que es van atrevir a atacar Egipte:
"Per a aquells que van avançar junts sobre el mar, la flama cremava davant d'ells al delta del riu i una estacada de llances els envoltava a la riba (...) Es va preparar una xarxa per atrapar-los, els que van entrar al delta del riu van quedar tancats i van caure-hi dins, clavats en els seus llocs, morts i esbocinats. Van ser arrossegats, anul·lats, jeien sobre la platja; morts i amuntegats de popa a proa de les seves naus mentre totes les seves coses eren llançades a l'aigua ".

## Conseqüències
Si bé no hi ha documentació sobre alguna possible persecució dels vençuts Pobles de la mar, que van fugir a Llevant, Egipte es va salvar de la destinació d'una destrucció total que havien sofert Hatti, Alasiya, i altres grans estats del Pròxim Orient (Carchemish va ser una de les poques ciutats que van sobreviure als atacs dels Pobles de la mar) en el que s'anomena crisi de l'Edat del Bronze. Ramsés considerava que havia obtingut una gran i decisiva victòria, però, encara que havia derrotat els Pobles de la mar, el faraó no va poder evitar que els peleset, tjeker i denyen s'assentessin a la costa de Retenu. Altres grups participants en aquestes onades donarien nom a Sicília (shekelesh) i a Sardenya (sherdan). Els egipcis van rebutjar l'atac, però el conflicte va esgotar la seva hisenda fins a tal punt que mai va tornar a recuperar-se prou per ser de nou un poderós imperi: Ramsés III és considerat com l'últim gran faraó de l'Imperi Nou.